# Зима

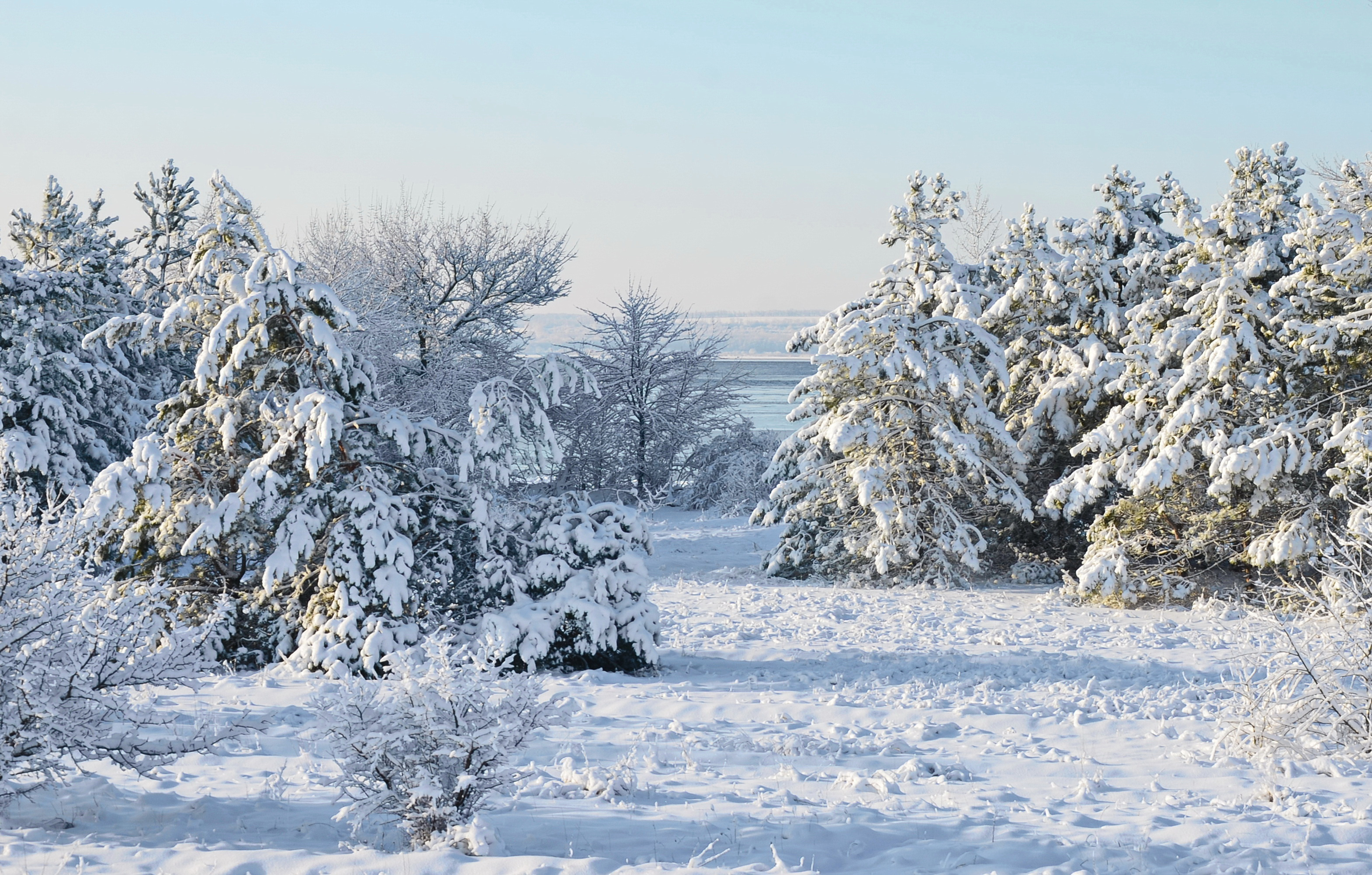
Зима на берегах Дніпра

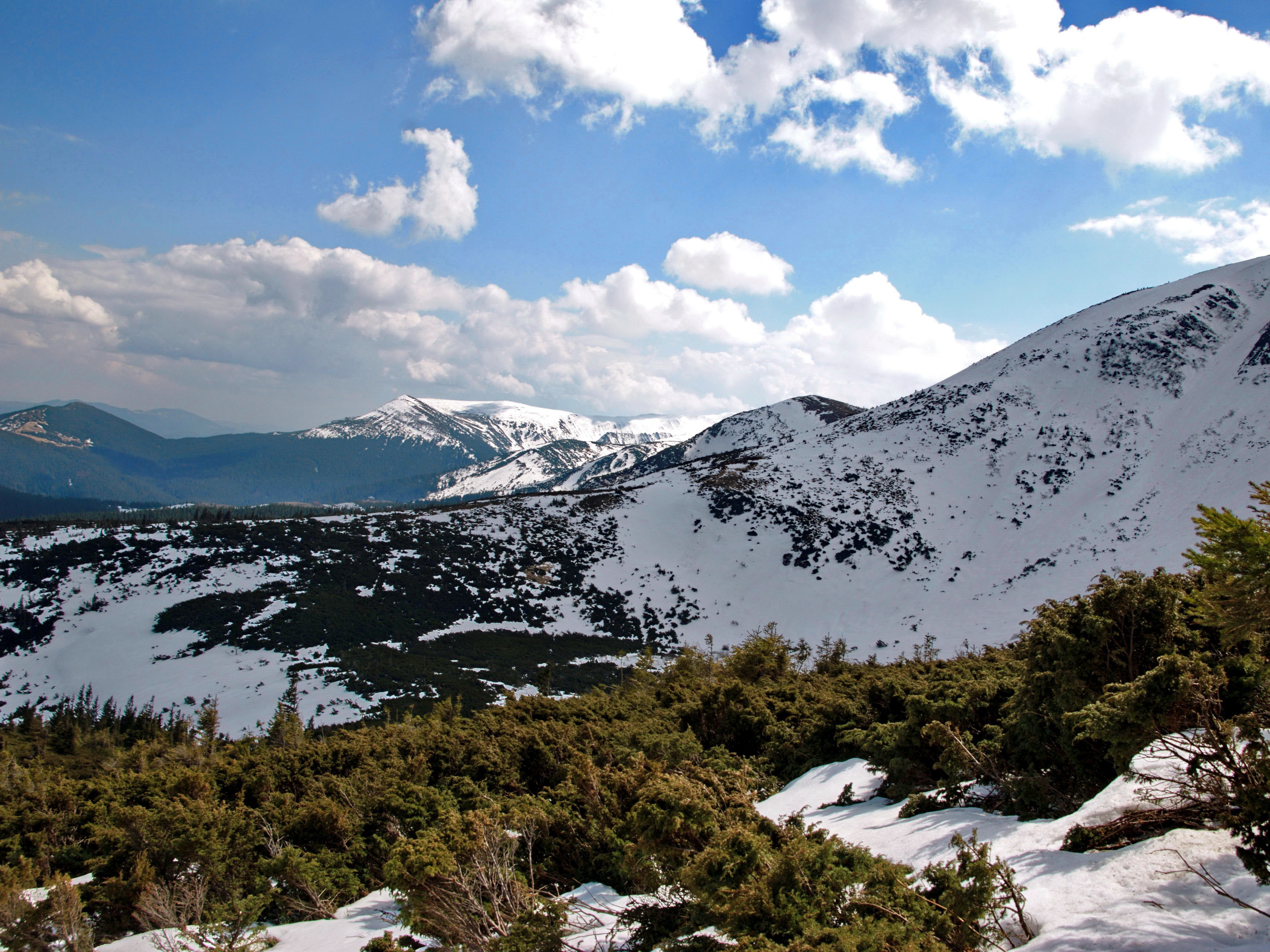
Зима́ в Карпатах

Зима́ — одна з чотирьох пір року між осінню та весною, кліматичний сезон з найнижчими для певної території температурами повітря. Календарна зима в Північній півкулі розпочинається 1 грудня і закінчується 28 (29 — у високосний рік) лютого. Складається із трьох місяців: грудня, січня, лютого.

## Астрономічна зима
Астрономічна зима починається у день зимового сонцестояння 22 грудня (у Північній півкулі) або 21 червня (у Південній півкулі), коли нахил земної осі відносно Сонця має найбільший кут. При цьому висота Сонця над горизонтом є найменшою у році. У цей день ніч найдовша у році та світловий день найкоротший, з поступовим його подовженням упродовж сезону.
|                  | Календарна                | Астрономічна                                                            |
| ---------------- | ------------------------- | ----------------------------------------------------------------------- |
| Північна півкуля | 1 грудня — 28 (29) лютого | Зимове сонцестояння (21-22 грудня) — весняне рівнодення (20-21 березня) |
| Південна півкуля | 1 червня — 31 серпня      | Зимове сонцестояння (20-21 червня) — весняне рівнодення (22-23 вересня) |

Кількість енергії, що надходить від Сонця, є найменшою. Це призводить до охолодження земної поверхні та поступового зниження температури, яке триває приблизно до середини січня.

## Кліматична зима в Україні
Тривалість зими як кліматичного та фенологічного сезону збільшується від низьких географічних широт до високих. У тропічних широтах зими в такому розумінні не буває, в субтропіках її тривалість не перевищує 1—2 місяці, у помірних широтах 3—4 місяці, а в полярних сягає 6—7 місяців і більше.
Територія України розташована у помірно континентальній області помірного кліматичного поясу. Кліматична зима в Україні розпочинається, коли середньодобова температура повітря переходить через 0 °С в бік зниження. Зима триває від 120—130 днів на північному сході і до 75—85 днів на південному сході. У листопаді на більшій частині країни середня добова температура повітря стає нижчою від 0 °С, а в третій декаді цього місяця може утворюватися сніговий покрив.
Українська зима порівняно м'яка, з частими відлигами. Проте інколи бувають сильні снігопади, хуртовини, ожеледь, тумани, у горах можуть сходити снігові лавини. На Південному узбережжі Криму тривалого зимового періоду не буває, сніговий покрив не встановлюється, хоча сніг випадає щороку. Сніг протягом зими декілька разів розтає і випадає знов. Зима приходить з північного сходу і найпізніше досягає Кримського півострова. Для неї характерна значна мінливість погоди: сильні похолодання часто змінюються відлигами; періоди хмарної і порівняно теплої погоди з опадами у вигляді мокрого снігу та дощу змінюються морозною сонячною безхмарною погодою.
Характер атмосферної циркуляції над Україною визначається частою зміною циклонів і антициклонів. Циклони надходять на територію України протягом року з заходу, північного і південного заходу, півдня. Відлиги (8—10 днів упродовж зими) охоплюють більшу частину території, іноді всю країну. Їх спричиняє перенесення теплих повітряних мас з Атлантики, з надходженням яких взимку настають снігопади, потепління, відлига. Вторгнення континентальних повітряних мас з Азії (антициклони) зумовлюють взимку різкі похолодання. На Південному березі Криму погода взимку визначається впливом помірних повітряних мас, тому опади тут бувають здебільшого взимку й у вигляді снігу, але сніговий покрив не утворюється.

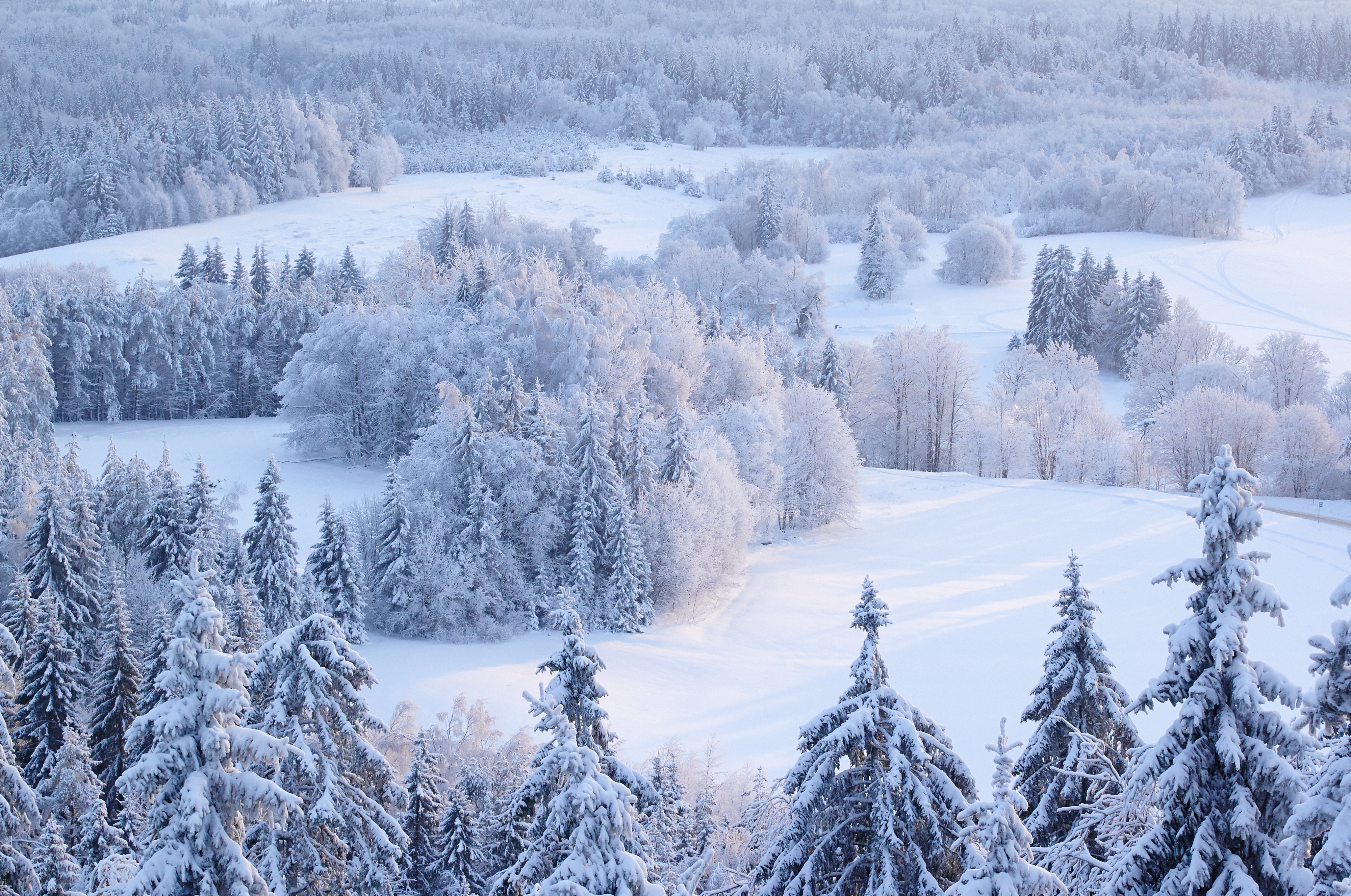
Зима в Суур-Мунамяґі
Зима в Куопіо
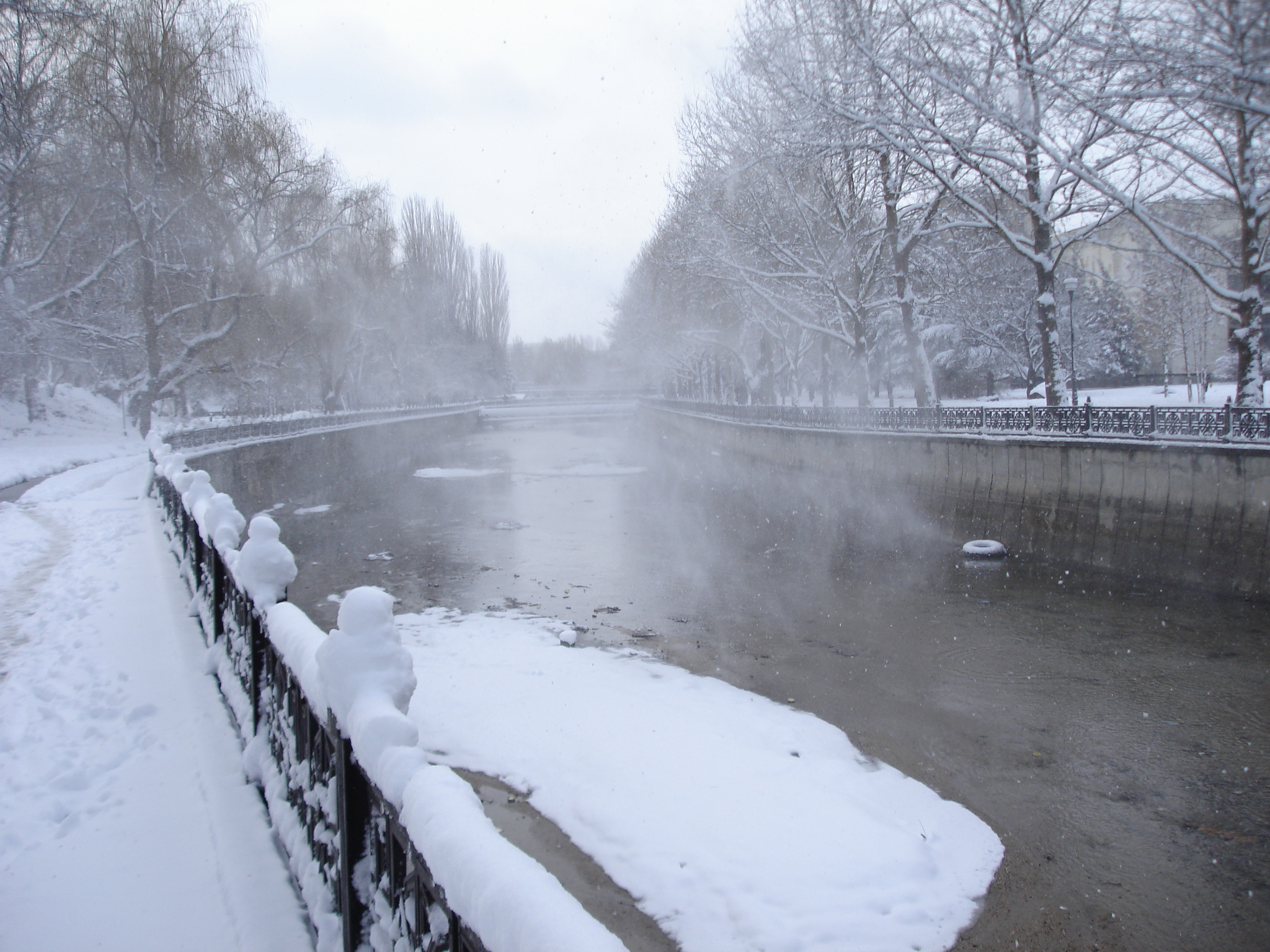
Хуртовина в Сімферополі, 23 лютого 2007 року
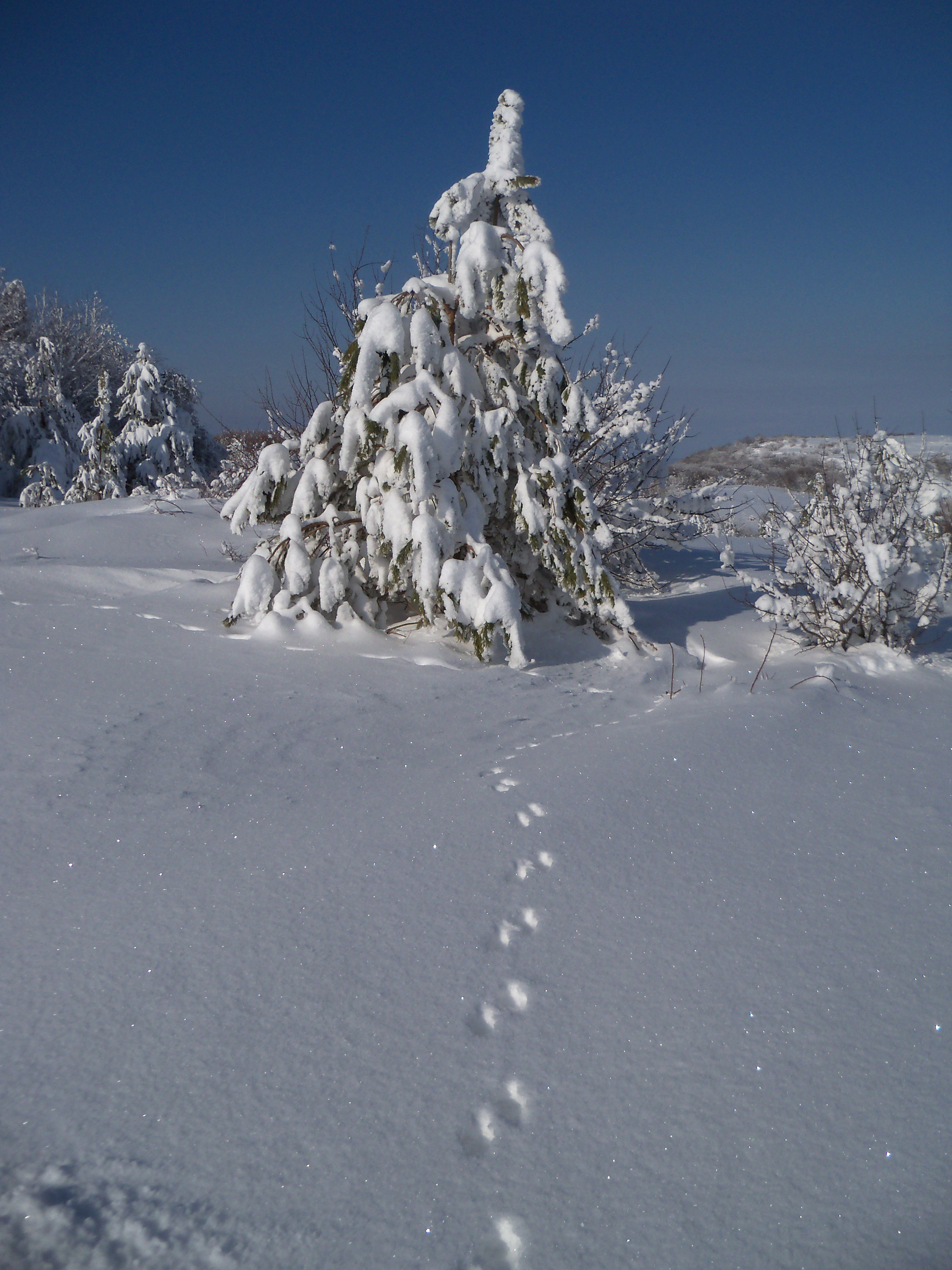
Зима в Криму, 2012
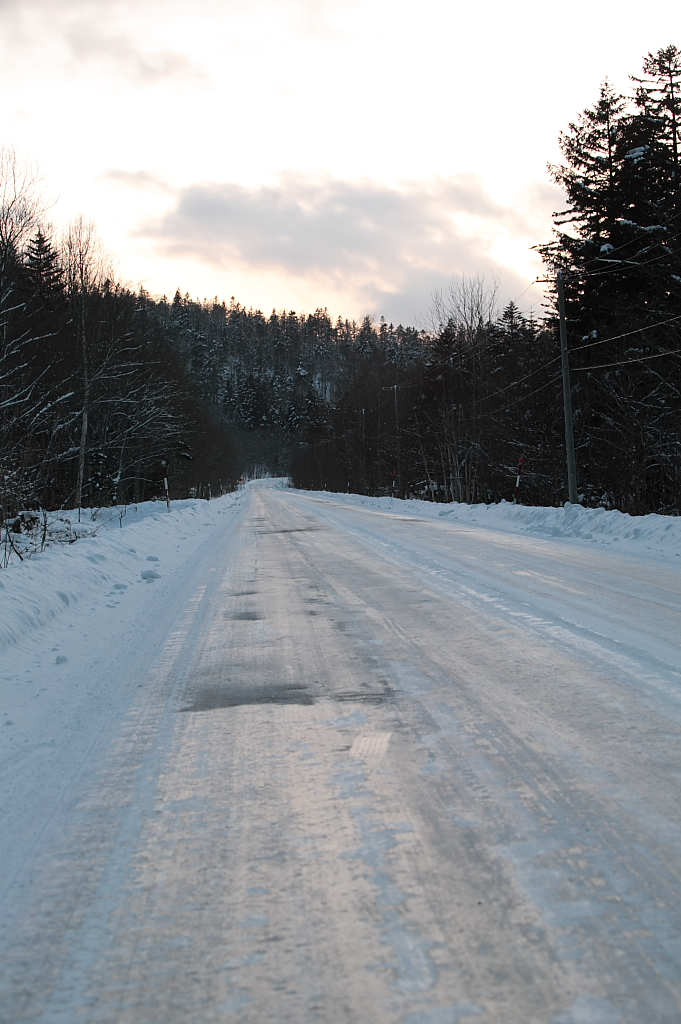
Ожеледь

Узимку для всієї території України характерні ожеледі, тривалість яких коливається від декількох годин до 10 днів і більше. Ожеледь — це суцільний шар льоду, що утворюється на гілках дерев, телефонних і електропроводах, а також на поверхні землі за температури від 0 °С до -3 °С унаслідок замерзання крапель дощу, мряки чи туману. Ожеледь, яка покриває дороги, називають ожеледицею. Хуртовини найчастіше бувають у січні—лютому.
Найхолоднішим місяцем зими є січень. Середні показники температури січня знижуються від -1 °С у рівнинному Криму до -8 °С на крайній півночі України і від -4 °С на заході до -8 °С на крайньому сході країни. Найтепліше взимку — на південно-західному та південному узбережжях Криму, де середні температури січня додатні та сягають +4 °С.
Висота снігового покриву становить 10—40 см, а в горах сягає 60 см і більше. 

## Зимові пейзажі України

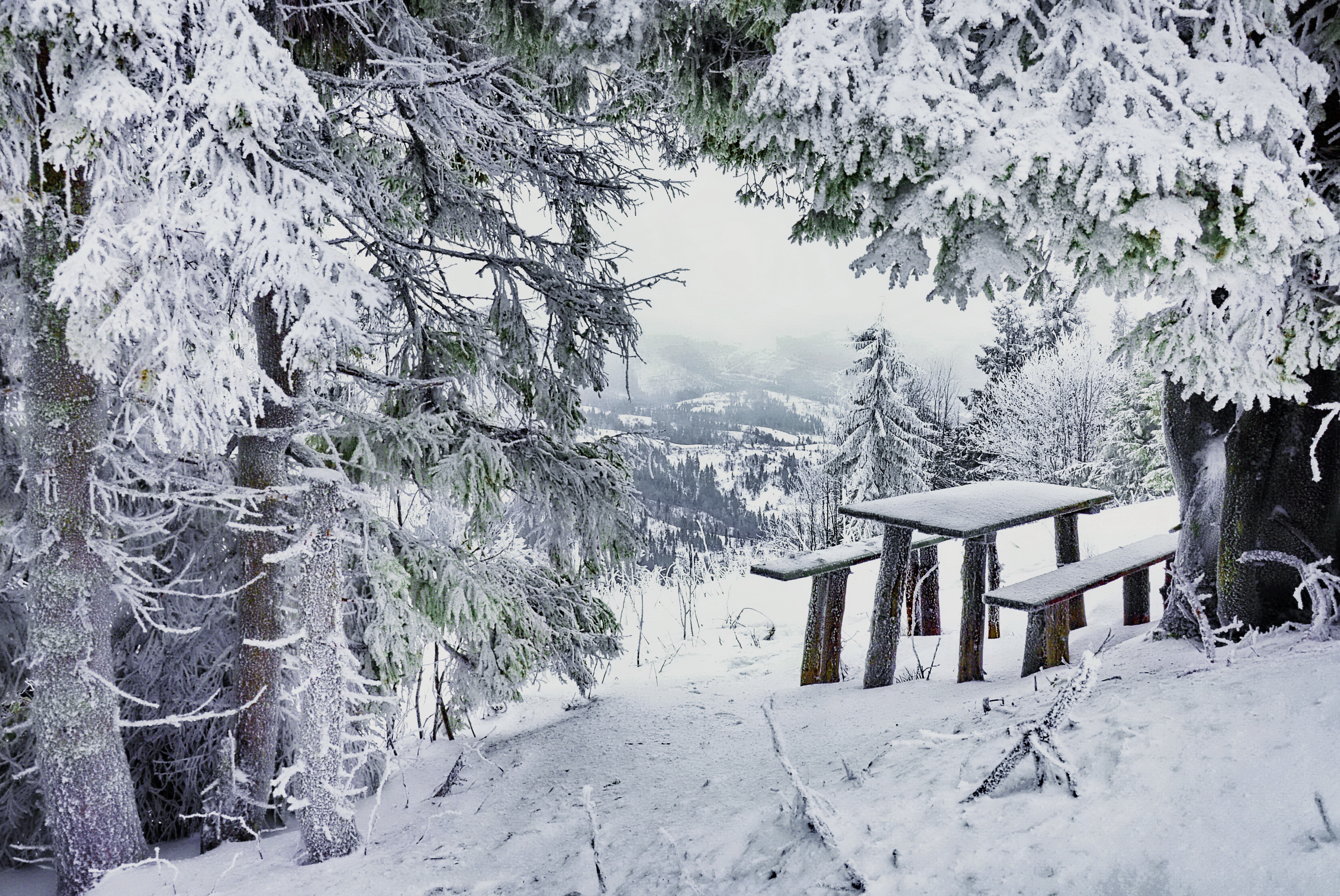
Зимові сюжети Карпат
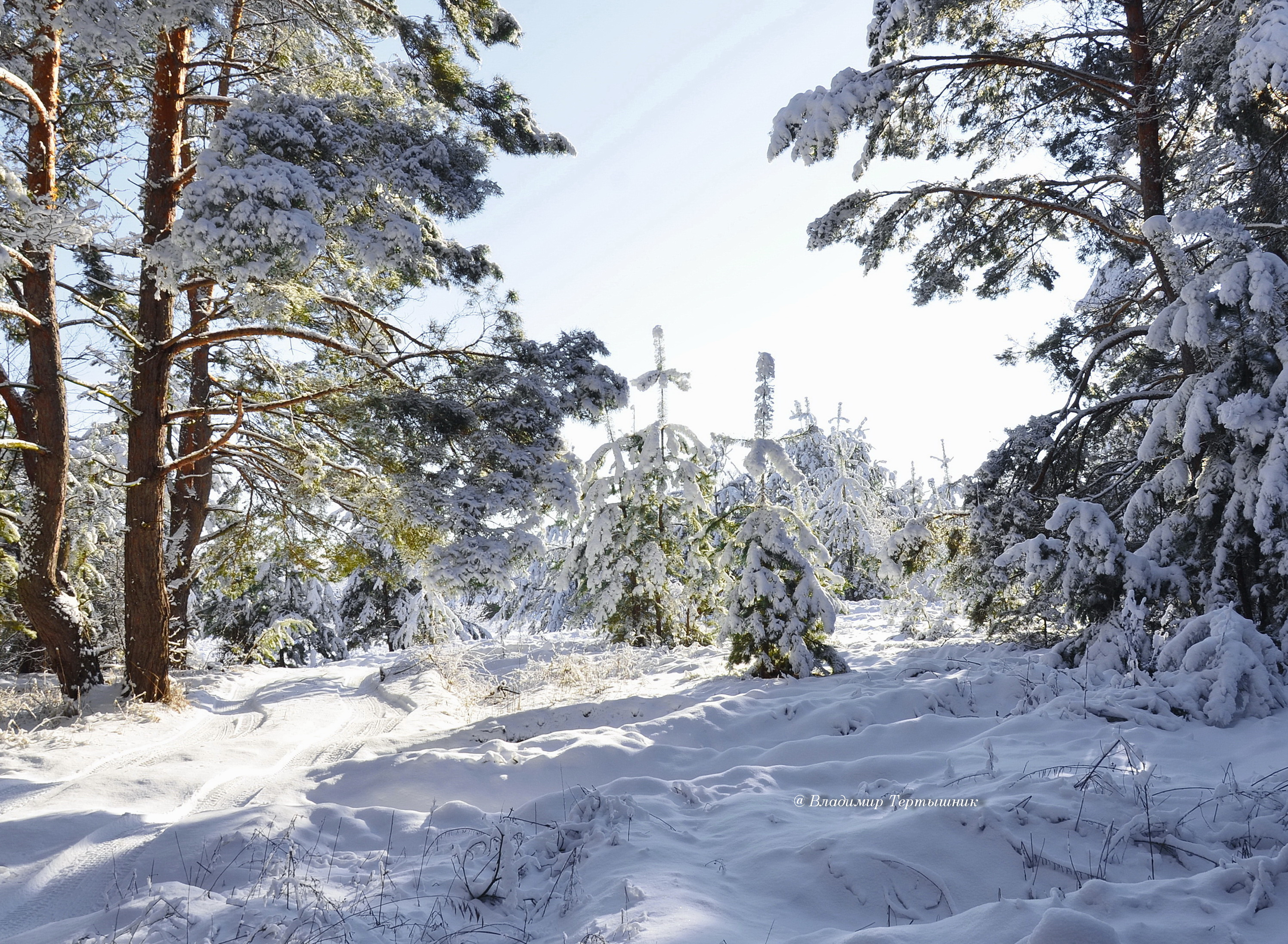
Зимовий ліс на околиці с. Шульгівка (Дніпропетровщина)
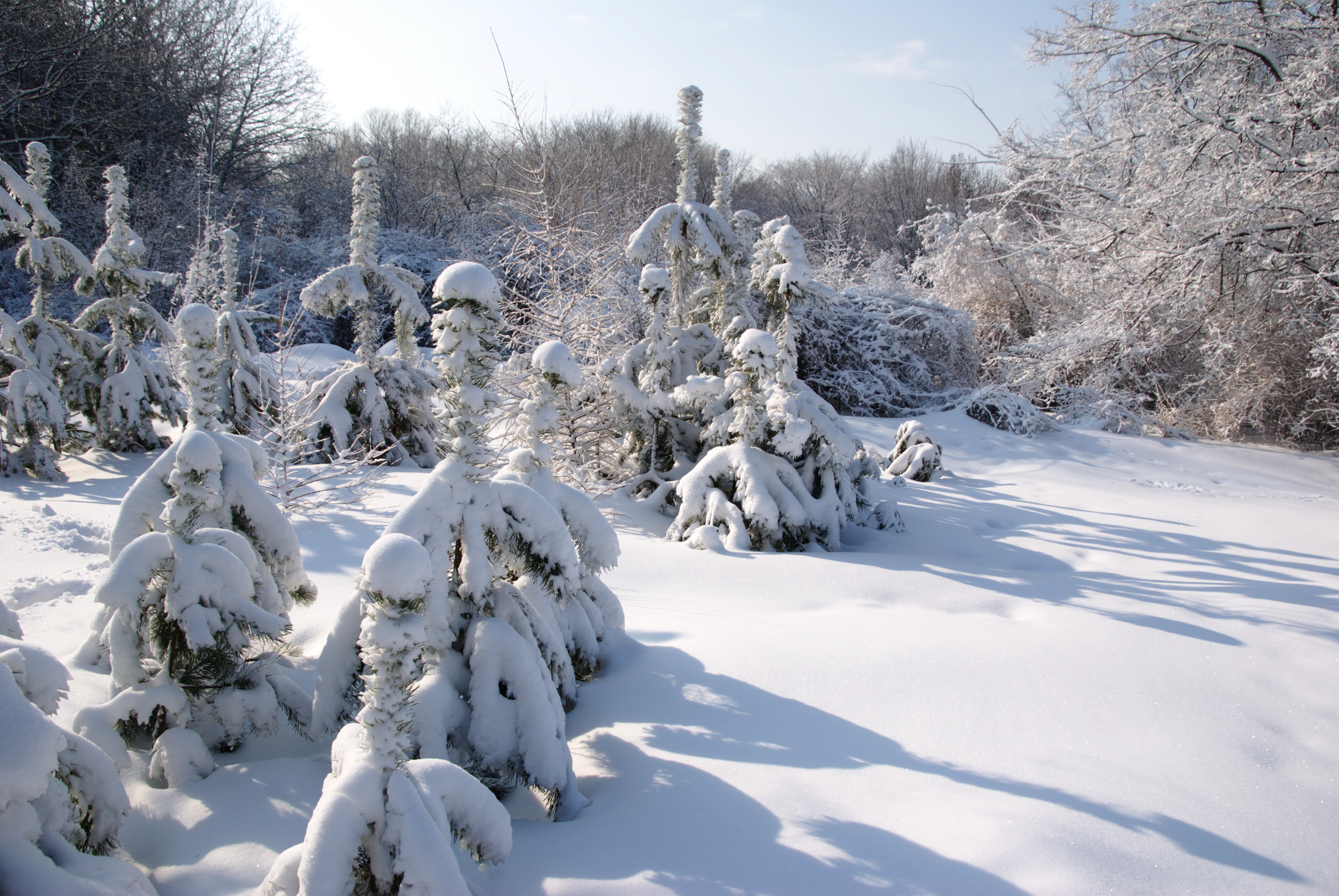
Зима в  м. Дніпро
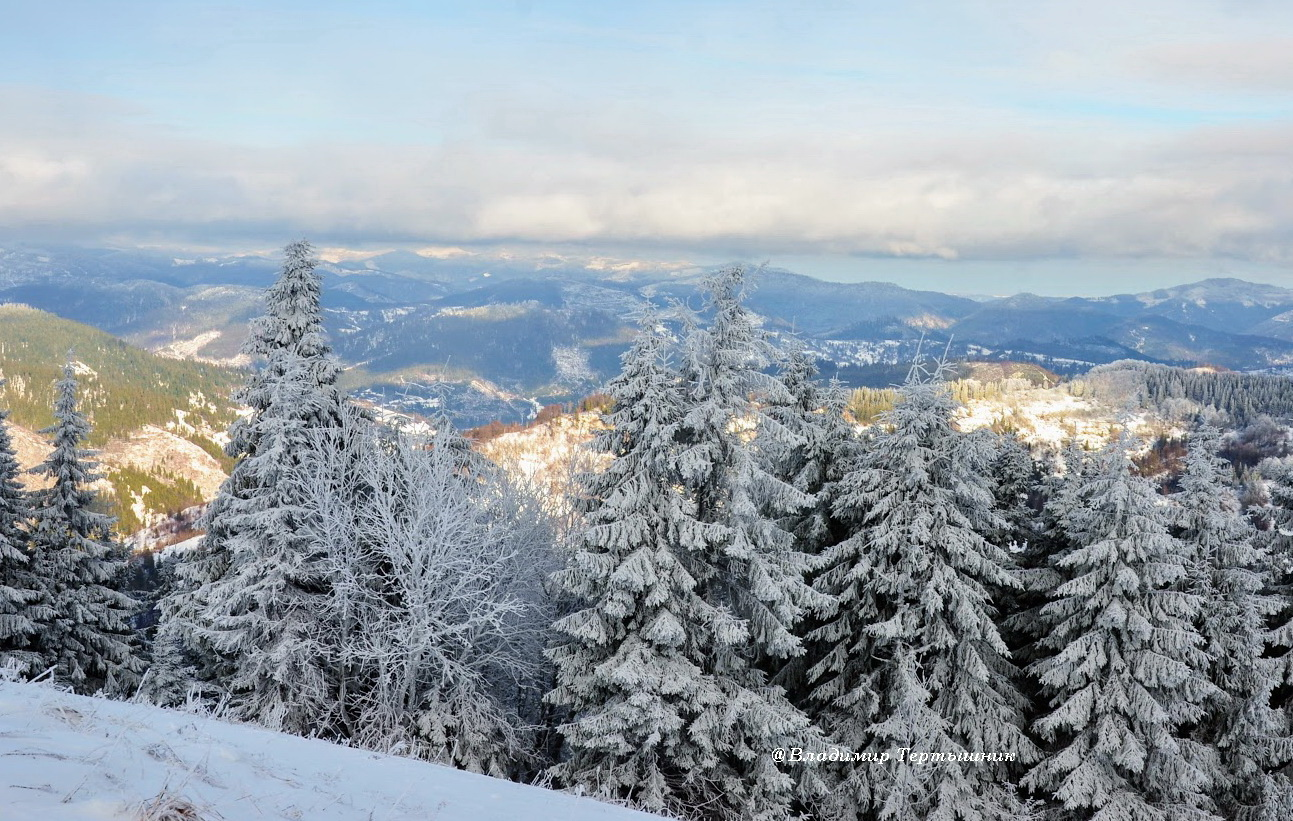
Зима на горі Тростян
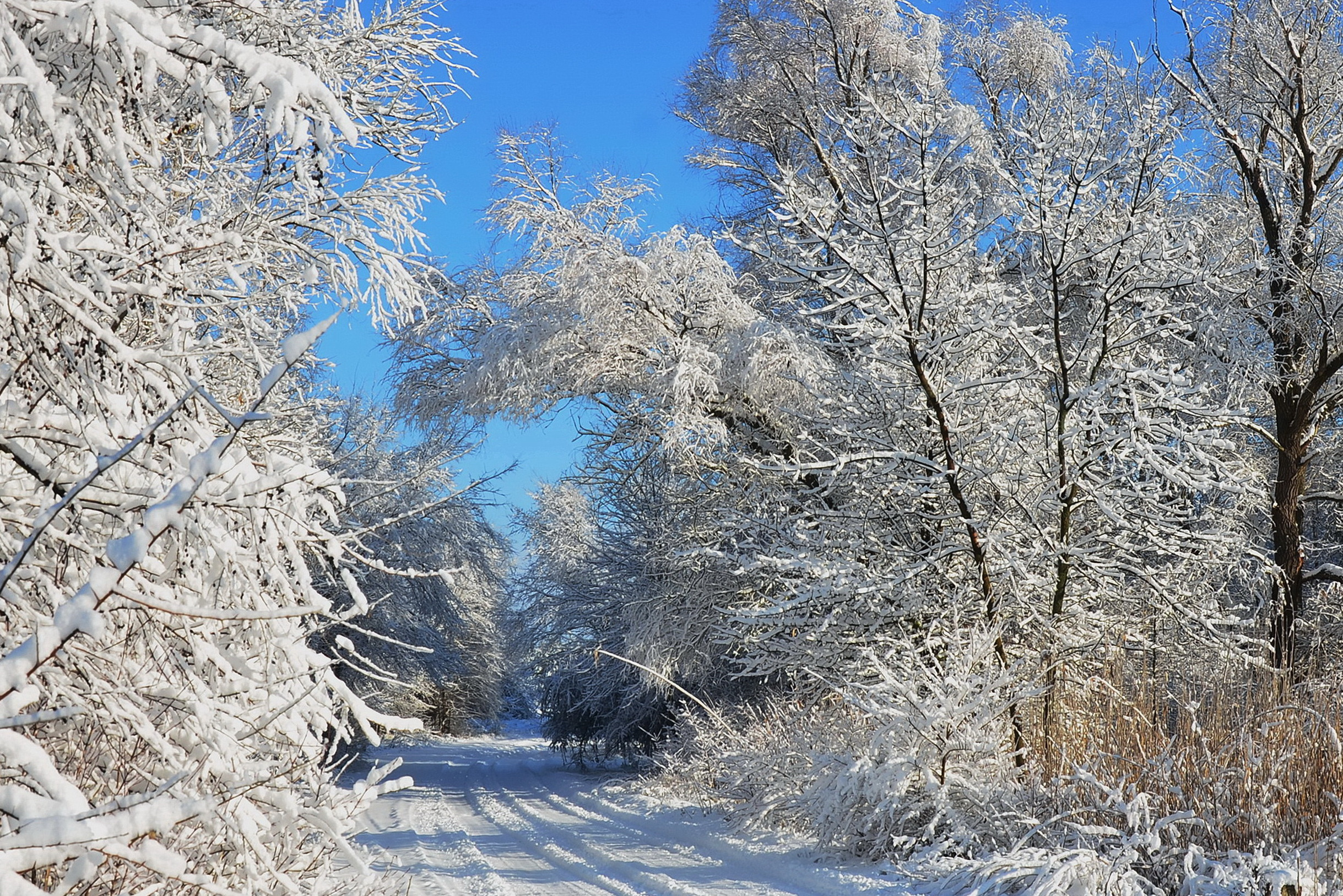
Зимові дороги
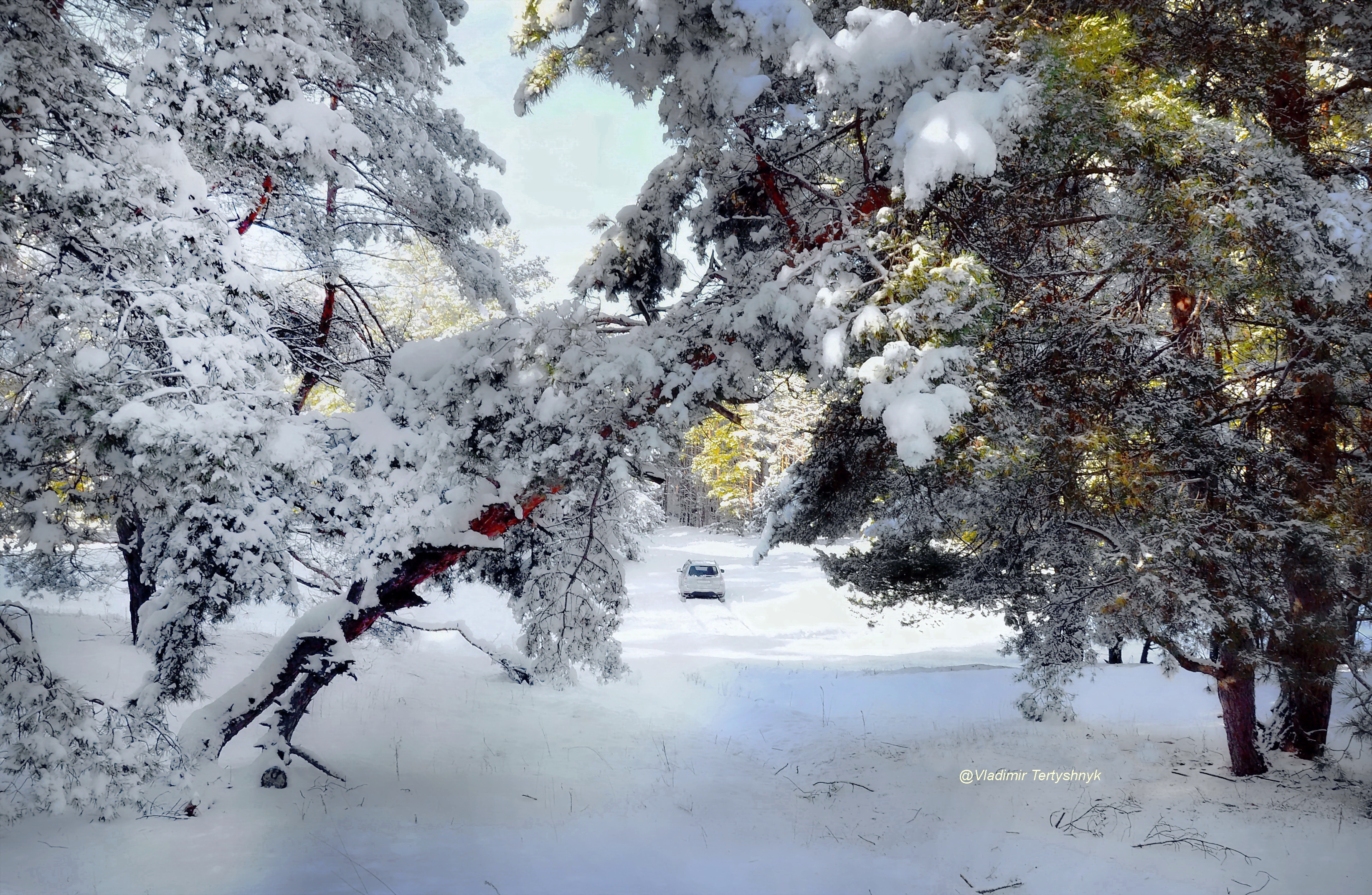
Дорога до Весни
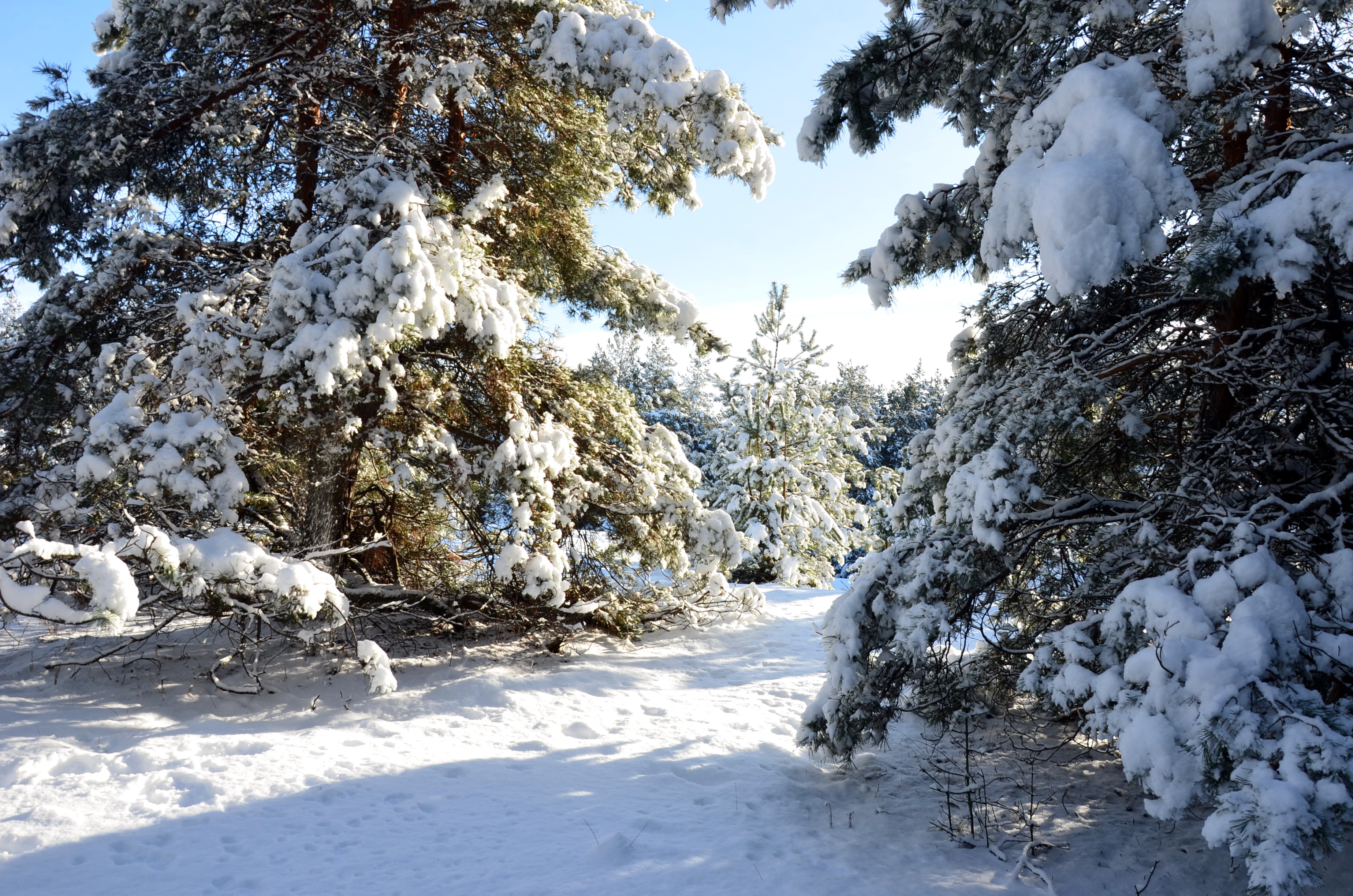
Зима́ 2021 року на Дніпропетровщині
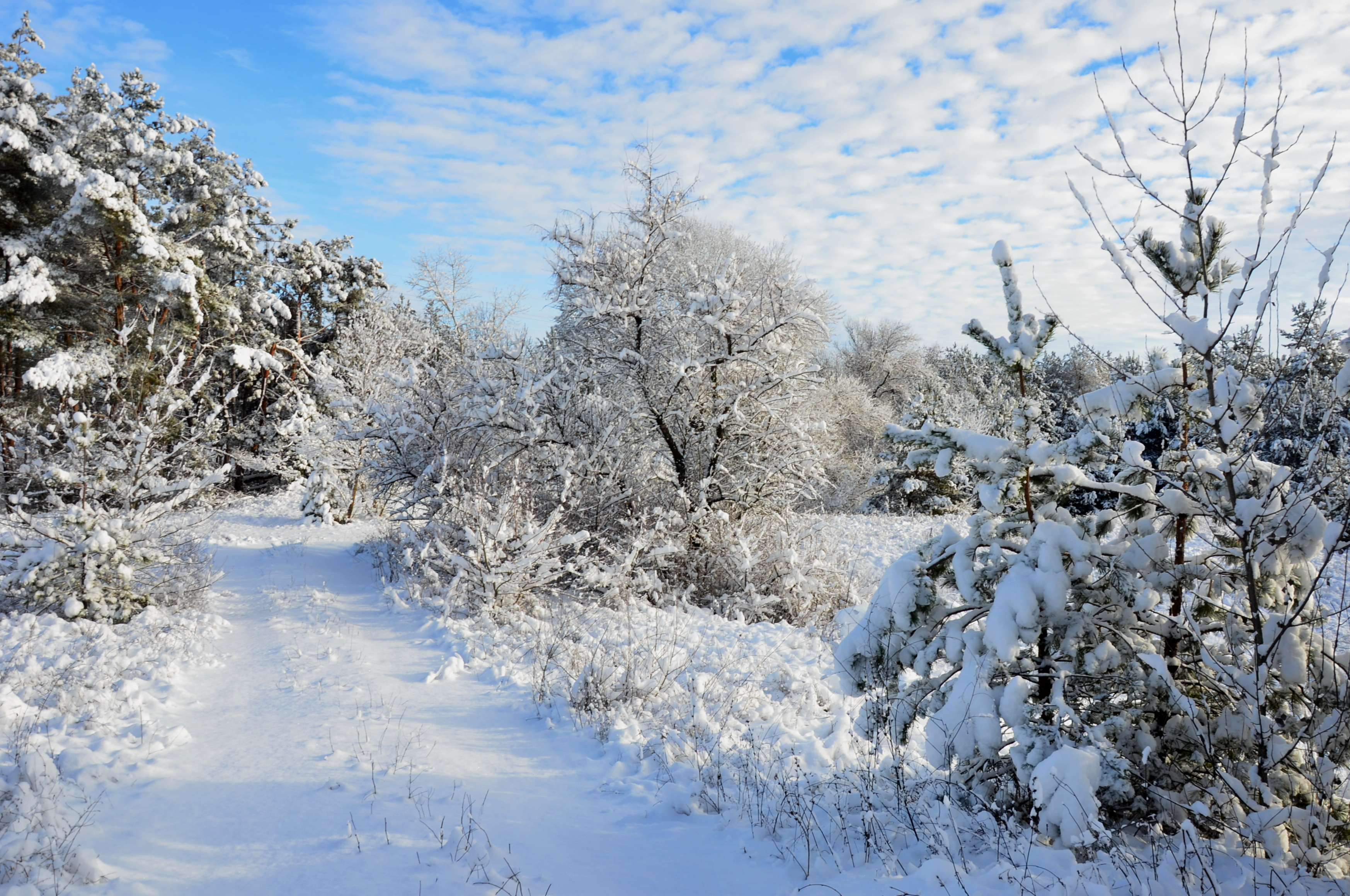
Зима на Січеславщині

## Українські народні прикмети та повір'я зими
- Багато снігу — багато хліба.
- Був уночі іній — вдень сніг не випаде.
- Вітер у січні зі сходу несе добру погоду.
- Вітер узимку повіяв з півночі — на великий холод.
- Ворона сидить уранці на верховітті і каркає — на завірюху.
- Горобці ховаються у хмиз — на мороз або перед завірюхою.
- Грім узимку — на сильні морози, блискавка — на бурю.
- Зима з снігами — літо з хлібами.
- Зима засніжена — літо дощове.
- Кільця довкола місяця — на сніг.
- Лютий сухий і холодний — серпень спекотний.
- Туман узимку опускається до землі — на відлигу.
- Хмари йдуть проти вітру — на сніг.
- Якщо взимку сухо і холодно, влітку сухо і спекотно.

## Суворі зими
| Список особливо суворих зим в Європі                                |           |         |           |         |           |           |           |           |           |           |           |
| X ст.                                                               | XI ст.    | XII ст. | XIII ст.  | XIV ст. | XV ст.    | XVI ст.   | XVII ст.  | XVIII ст. | XIX ст.   | XX ст.    | XXI ст.   |
|                                                                     | 1076—1077 |         | 1242—1243 |         | 1407—1408 | 1507—1508 | 1607—1608 | 1708—1709 | 1879—1880 | 1916—1917 | 2005—2006 |
|                                                                     |           |         |           |         | 1419—1420 | 1513—1514 | 1615—1616 | 1715—1716 |           | 1928—1929 | 2009—2010 |
|                                                                     |           |         |           |         | 1422—1423 | 1534—1535 | 1620—1621 | 1728—1729 |           | 1938—1939 | 2010—2011 |
|                                                                     |           |         |           |         | 1434—1435 | 1543—1544 | 1640—1641 | 1739—1740 |           | 1939—1940 | 2011—2012 |
|                                                                     |           |         |           |         | 1442—1443 | 1552—1553 | 1655—1656 | 1741—1742 |           | 1941—1942 | 2012—2013 |
|                                                                     |           |         |           |         | 1457—1458 | 1564—1565 | 1657—1658 | 1775—1776 |           | 1946—1947 |           |
|                                                                     |           |         |           |         | 1480—1481 | 1568—1569 | 1659—1660 | 1783—1784 |           | 1954—1955 |           |
|                                                                     |           |         |           |         | 1490—1491 | 1570—1571 | 1662—1663 | 1784—1785 |           | 1956      |           |
|                                                                     |           |         |           |         |           | 1594—1595 | 1669—1670 | 1788—1789 |           | 1962—1963 |           |
|                                                                     |           |         |           |         |           |           | 1676—1677 | 1794—1795 |           | 1978—1979 |           |
|                                                                     |           |         |           |         |           |           | 1683—1684 |           |           | 1984—1985 |           |
|                                                                     |           |         |           |         |           |           | 1694—1695 |           |           |           |           |
| Джерела : M. Garnier, Mémorial de la météorologie nationale, 1967 · |           |         |           |         |           |           |           |           |           |           |           |

## Цікаві факти
- Вперше сніжинку сфотографував 1885 року Вілсон Бентлі, фермер з США . Він за 46 років зробив збірку з 5 000 фото.
- Вчені підрахували, що кожен кубічний метр снігу містить близько 350 мільйонів сніжинок.
- Падаючи у воду, сніг видає звук високої тональності, не дуже приємний для риб.
- Найнижчу температуру на Землі зафіксували 8 грудня 2013 року на японській станції в Антарктиді . Вона становила −91,2 °С.
- Страх холоду, снігу і льоду у психології називають «кіонофобією».

## Зима в мистецтві

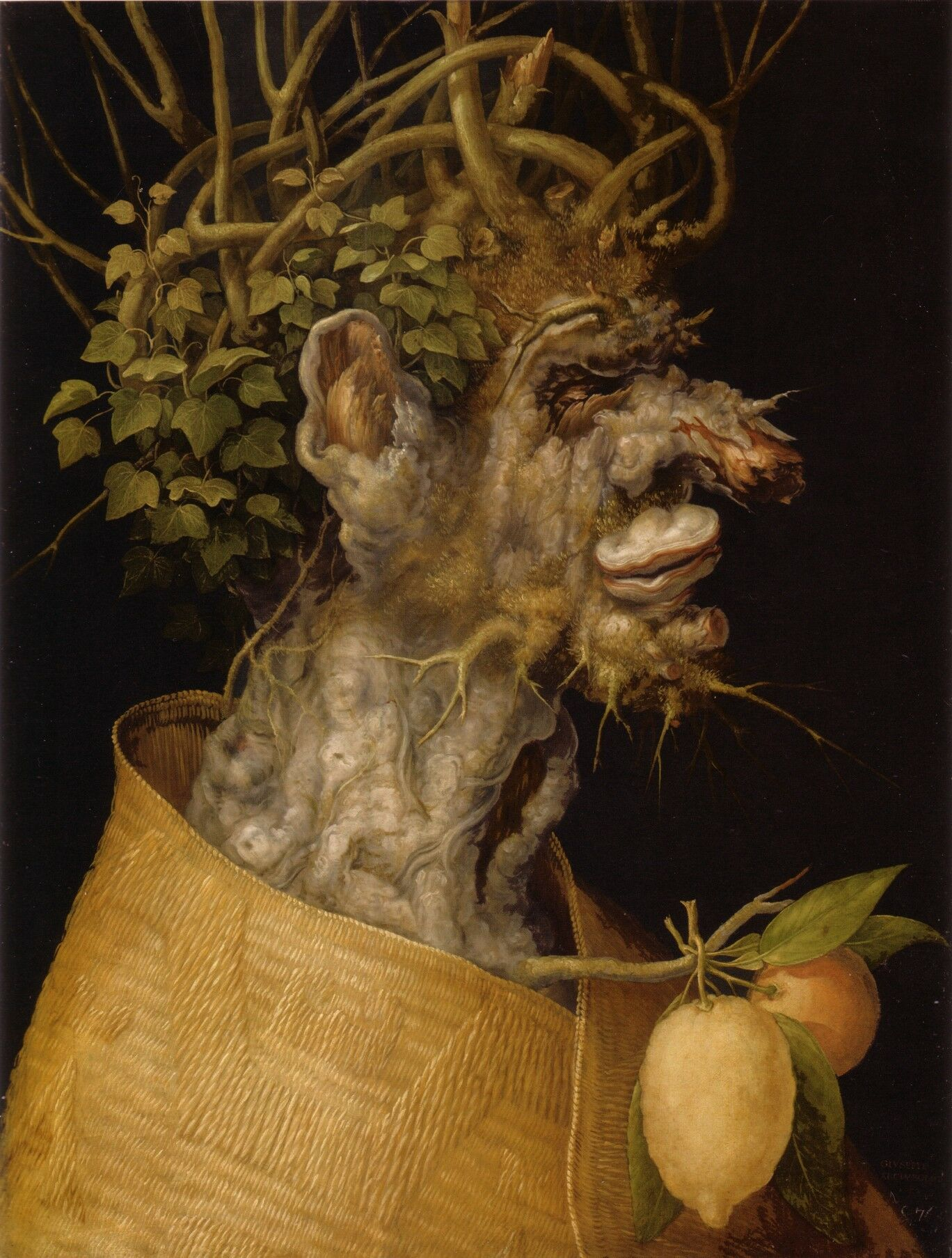
«Зима», Джузеппе Арчімбольдо, 1563 рік
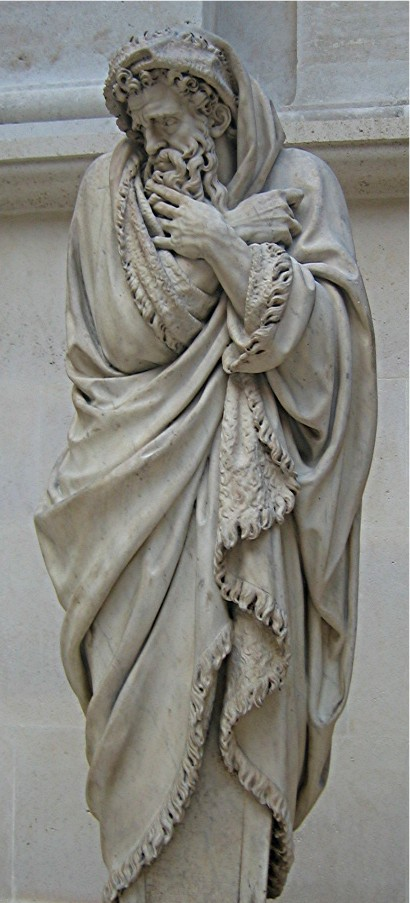
Алегорія зими
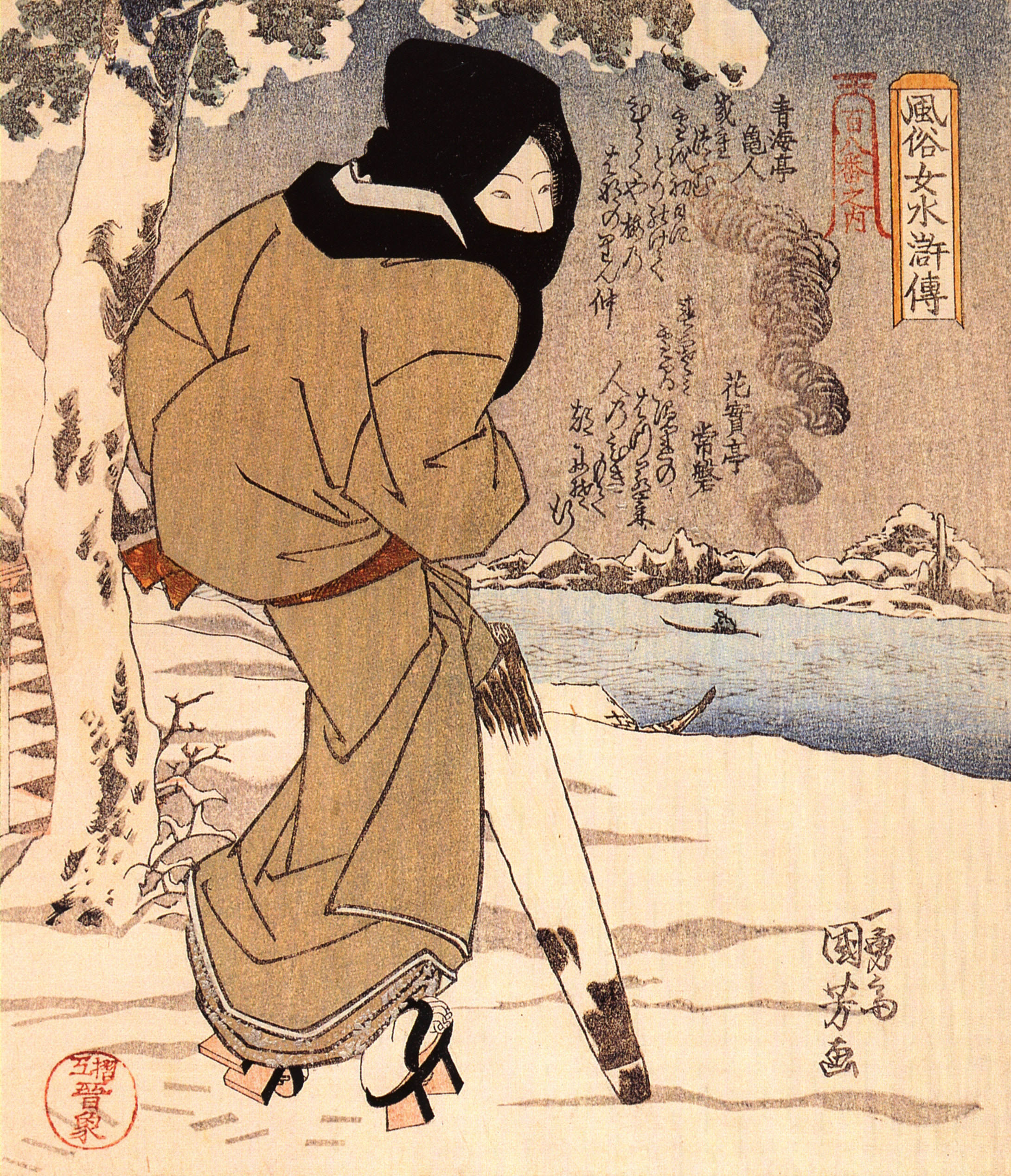
«Жінка, що йде по снігу», Утаґава Кунійосі
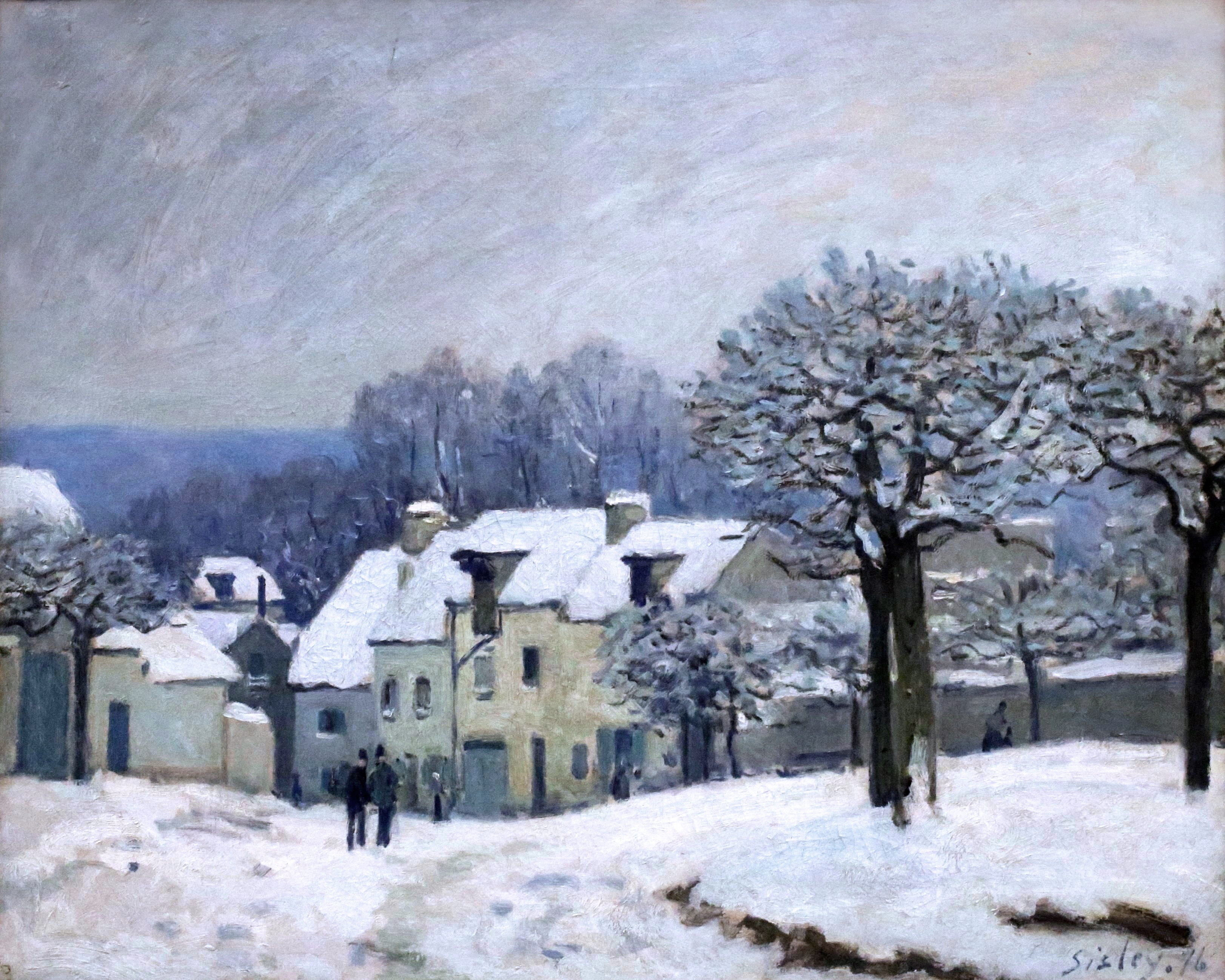
«Площа дю Ченіль в Марлі, ефект снігу», Альфред Сіслей, 1876 рік
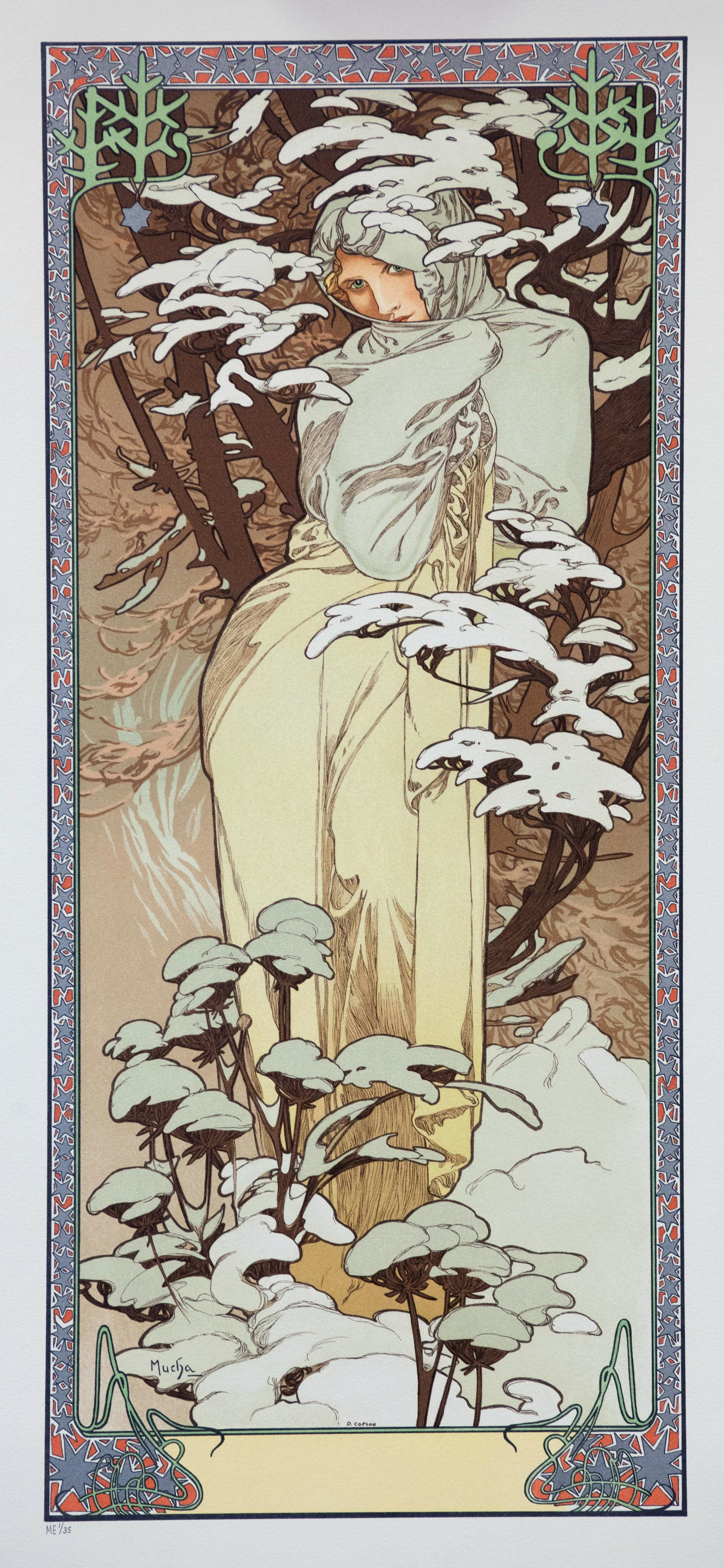
«Зима», Альфонс Муха, 1897 рік
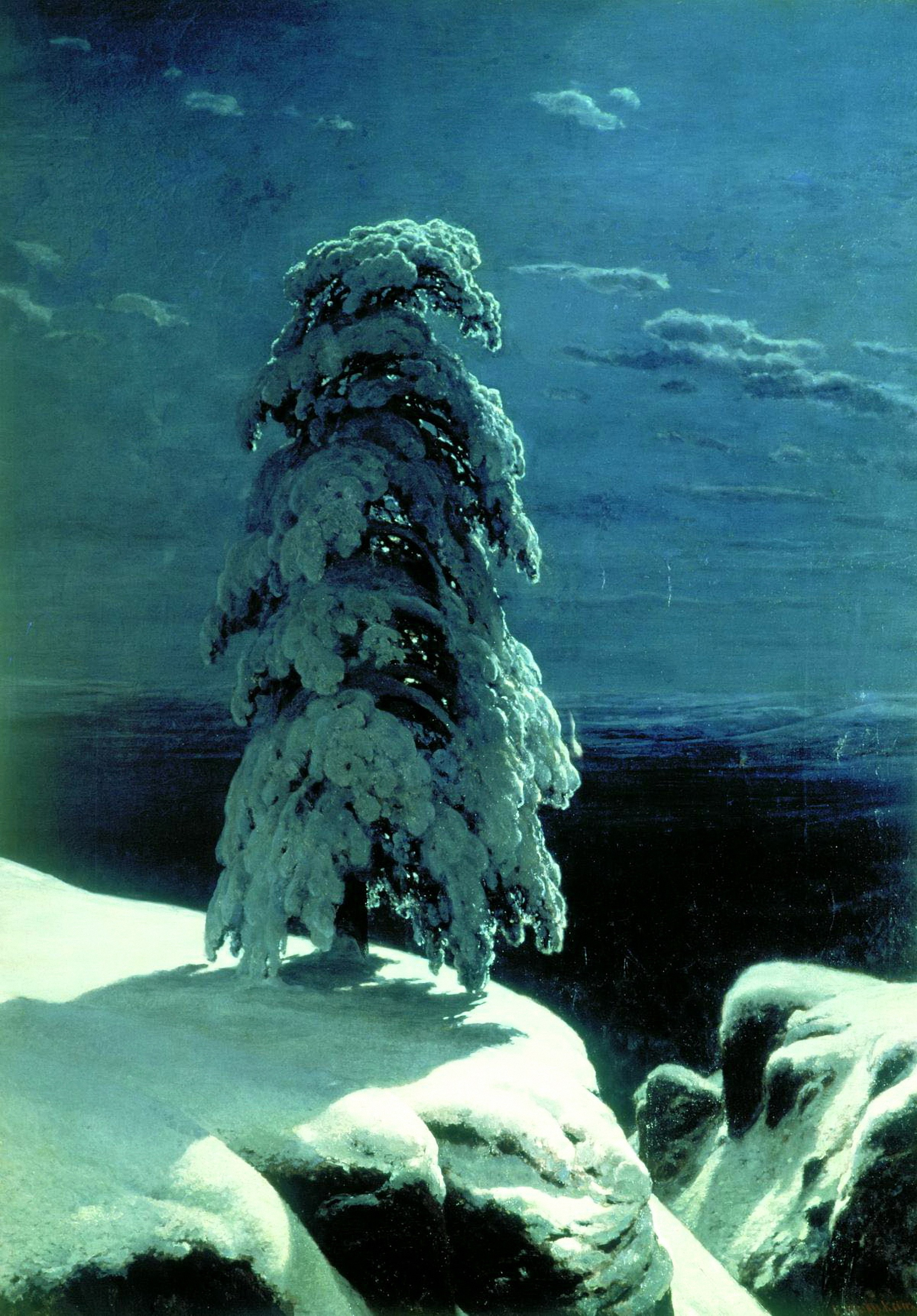
«На півночі дикій», Іван Шишкін, 1891 рік
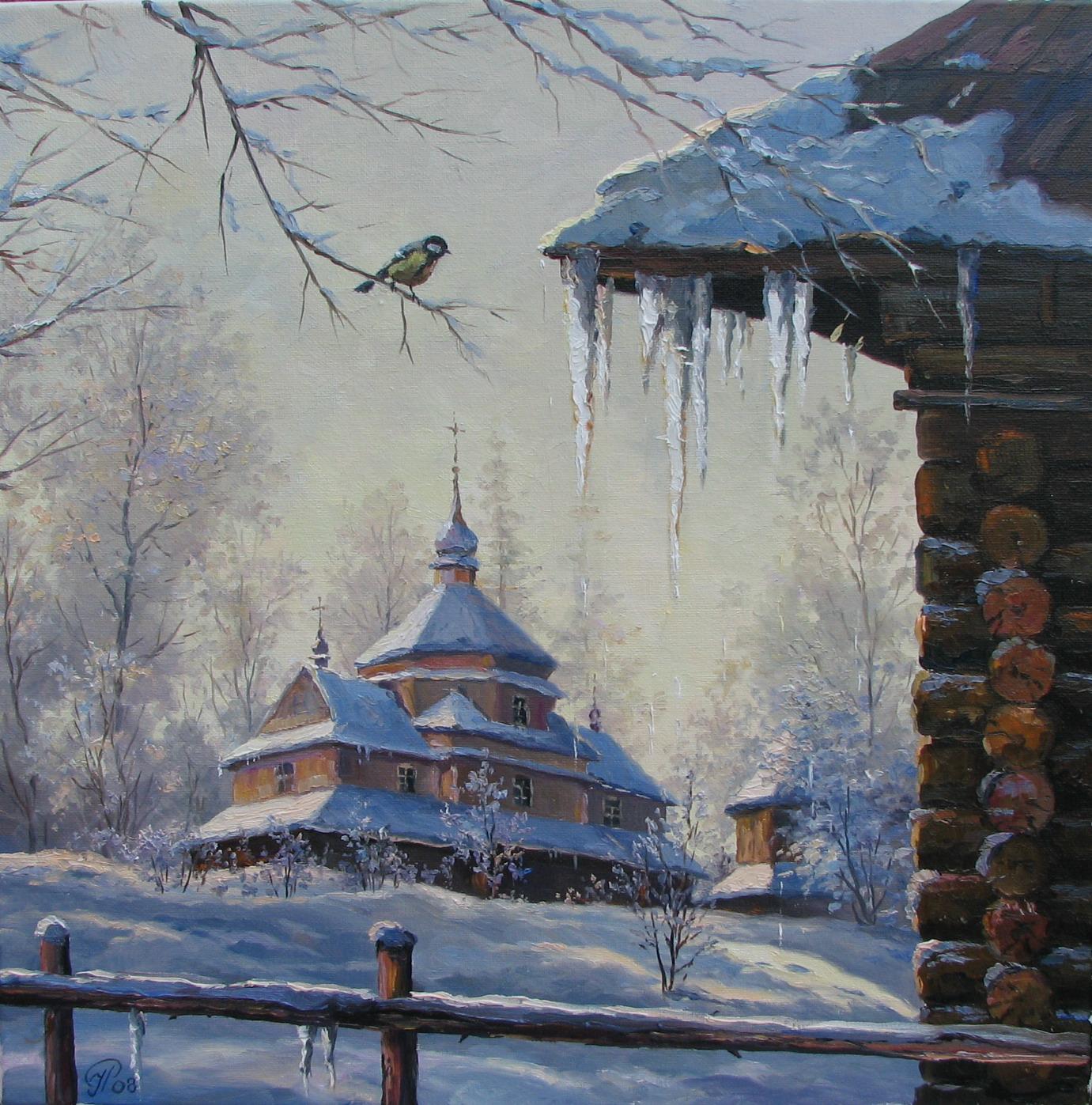
«Відлига. Церква у Станківцях», Ігор Роп'яник, 2008 рік